# Juan Carlier Goyenechea
Juan Carlier Goyenechea (29 de gener de 1910, San Fernando, Cadis - ?, ?) fou un militar espanyol de l'arma de Cavalleria que formà part del grup de militars anomenats Jinetes de Alcalá i que s'avalotà, essent tinent, contra el govern de la Segona República Espanyola el 1936 a Mallorca, participant en la formació de les milícies falangistes, en la repressió de membres i simpatitzants del Front Popular i en la defensa contra el desembarcament de Mallorca per part de tropes republicanes. Intervengué, a la Segona Guerra Mundial amb la Divisió Blava.
Era fill de Juan de Dios Carlier Jiménez (1879-1925), militar de Marina, i de Margarita Goyenechea Parrilla, que es casaren el 1909. Per part de pare era net de Diego Carlier Velázquez (1851-1929) destacat marí que assolí el grau de contraalmirall. Fou soldat de la companyia d'ordenances del Ministeri de la Marina i el 1929 ingressà en l'Acadèmia Militar general. L'abril del 1936 fou destinat al Regiment de Caçadors de Villarrobledo, núm. 3, a Alcalà de Henares.

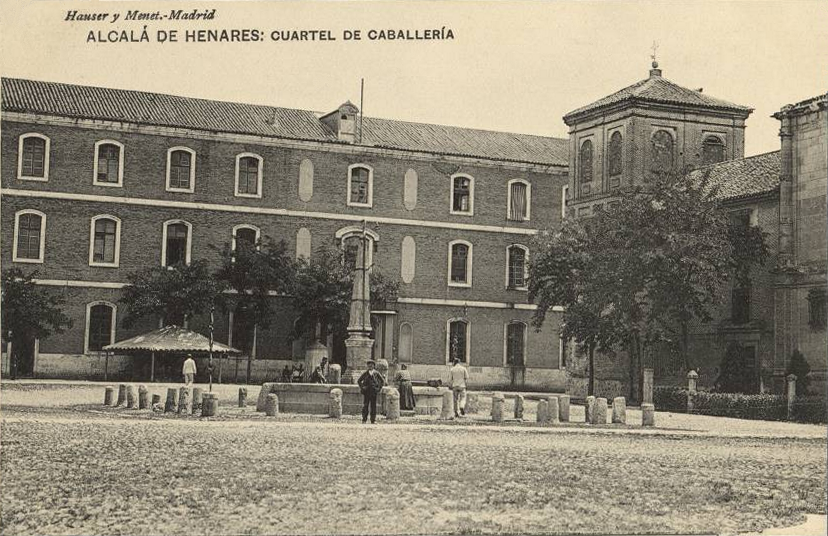
Quarter de Cavalleria del Príncep, dit de san Diego, a Alvalà de Henares cap el 1912

Formà part dels anomenats Jinetes de Alcalá, un grup de 29 militars de l'arma de Cavalleria adscrits als regiments de Caçadors de Calatrava, núm. 2, i de Villarrobledo, núm. 3, que a finals de juny de 1936 foren confinats al castell de Sant Carles de Palma, Mallorca. El Govern de la República aprofità uns incidents entre soldats i membres de partits d'esquerra a Alcalà de Henares per fer neteja de conspiradors a ambdós regiments. Al castell de Sant Carles conegueren al cap de la Falange Española a Mallorca, Alfonso de Zayas, que també estava empresonat i que els posà amb contacte amb els militars que s'havien d'aixecar en contra de la República. Quan es produí el pronunciament militar del 18 de juliol de 1936 aquests militars es posaren a les ordres dels avalotats i participaren en la formació de les milícies falangistes, en la repressió contra membres i simpatitzants del Front Popular (detencions il·legals, tortures i assassinats) i en la defensa contra el desembarcament de Mallorca de l'agost de 1936 formant part del Terç de voluntaris Jaume I.
Després d'uns mesos a Mallorca tornà a la península. El maig de 1938 ja havia ascendit a capità i fou destinat al 13è Tabor del Batalló de Tiradors d'Ifni. El 1942 s'incorporà a la Divisió Blava i fou destinat al grup antitancs al front rus. El seu germà José María feia uns mesos que havia mort servint a la mateixa divisió, i el seu germà Felipe havia mort al començament de la Guerra Civil. El 1943 li concediren la Creu al Mèrit de Guerra de 2a classe amb espases i la Creu de Ferro de 2a classe. El desembre del mateix any agafà el comandament de la companyia antitancs i el març de 1944 formà part de la Plana Major de la III Bandera de la Divisió Blava, amb la qual tornà a Espanya el març de 1944.
El 1944 estava destinat al Regiment de Caçadors de Santiago, núm. 1, i fou destinat al Servei d'Intervencions. El 1945 quedà disponible forçós al Marroc després de ser donat de baixa de la Mahal·la marroquí. El 1953 un jutjat de Madrid el cercava perquè estava processat per un delicte d'apropiació indeguda.